# UFC 113
UFC 113: Machida vs. Shogun 2 est un évènement de MMA organisé par l'Ultimate Fighting Championship, s'étant tenu le 8 mai 2010 au Centre Bell à Montréal.

## Historique
Le combat principal de l'évènement oppose le champion poids lourds légers actuel Lyoto Machida à Mauricio Rua. C'est un match revanche après la défaite de Rua lors de l'UFC 104 dans un match pour le titre. Le 24 octobre 2009, Lyoto Machida conserve sa ceinture en remportant la victoire sur une décision unanime controversée. Après cette victoire, Machida doit donc à nouveau défendre son titre lors de cette soirée.

## Bonus de la soirée
Les lauréats remportent la somme de 65 000 $.
- Combat de la soirée : Jeremy Stephens vs. Sam Stout
- KO de la soirée : Mauricio Rua
- Soumission de la soirée : Alan Belcher